# Плодовитое
Плодови́тое (калм. Уласта) — село в Малодербетовском районе Калмыкии, административный центр Плодовитенского сельского муниципального образования. Село расположено в долине реки Средняя Ласта в 38 км к северо-западу от районного центра села Малые Дербеты.
Население — 512 человек (2021).
Основано в 1849 году, село с 1876 года.

## История
Основание села Плодовитое связано с возникшей у русского правительства идеей обоседлания кочевого калмыцкого народа. Для этой цели предполагалось поселить русских в Калмыцкой степи. 30 декабря 1846 года император Николай Первый издал Указ о заселении дорог на калмыцких землях Астраханской губернии, предписавший учредить вдоль шести, пересекавших калмыцкие земли дорог, 44 станицы, поселив в каждой из них по 50 калмыцких и 50 русских семей. Согласно указу на каждого поселенца отводилось 30 десятин земли и одну пятую часть в запас. Поселенным калмыкам выделенная земля должна была предоставляться в вечное пользование, кроме того, за ними сохранялось право участия в пастьбе скота на общих землях, отведенных улусам.
Земля под станицу Плодовитую была выделена в урочище Уласта. По-калмыцки это урочище называется Бургусун Булук (бургусун - хворост, ива; булук - родник; ивовый родник) или Уласта Бургусун Булук (калм. Уласта Бурһсн Булг). Отвод земли под станицу был отражен в специальном земельном акте, скрепленном подписями депутатов с калмыцкой стороны и членов комиссии по отмежеванию земель.
Весной 1849 года в станице Плодовитой обосновалось 44 семейства переселенцев из Воронежской губернии. Однако калмыки неохотно селились в новых станицах. В 1850 году Министерство государственных имуществ сделало распоряжение главному попечителю калмыцкого народа об отыскании необходимого переселенческого контингента, главный попечитель обратился в Харьковскую, Воронежскую и Тамбовскую палаты с просьбой объявить крестьянам об открывшейся возможности переселиться на калмыцкие земли.
В 1858 году в станице насчитывался уже 731 житель, имелся 101 двор, молитвенный православный дом. Особенно сильный приток населения начался после реформы 1861 года, уже в 1864 году Плодовитое называется селением, а в 1876 году -  селом. В 1896 году в Плодовитом числилось 325 дворов и проживало 2500 человек. Население состояло из русских, калмыков, украинцев.
В 1919 году включено в состав Царицынской губернии. Передано в состав Калмыцкой автономной области в 1931 году.
В 1942 году село было оккупировано наступавшими немецкими войсками. В период оккупации в селе действовала подпольная комсомольская группа (в состав которой входили колхозный счетовод А. М. Ткачева, колхозница Лиза Лынова и раненый матрос Николай Пастухов), участники группы уговаривали местное население не оказывать помощи немцам, не участвовать в строительстве укреплений для немецких войск, прятать зерно, а также передавали разведывательные данные о немецких огневых точках и военных складах подразделениям 28-й армии. Также, во время немецкой оккупации села осенью 1942 года в Плодовитом были расстреляны 50 еврейских семей, бежавших сюда из Сталинграда.
28 декабря 1943 года из села были депортированы проживавшие в нём калмыки. Указом Президиума ВС СССР от 27 декабря 1943 года «О ликвидации Калмыцкой АССР и образовании Астраханской области в составе РСФСР», как и другие населённые пункты Малодербетовского улуса Калмыкии село было включено в состав Сталинградской области. Возвращено в состав Калмыкии на основании Указа Президиума ВС СССР от 09 января 1957 года «Об образовании Калмыцкой автономной области в составе РСФСР»

## Физико-географическая характеристика
Село расположено в пределах Ергенинской возвышенности, являющейся частью Восточно-Европейской равнины, в долине реки Средняя Ласта. Высота над уровнем моря - 76 м. Рельеф местности равнинный, пересечённый. Почвенный покров комплексный: распространены светлокаштановые почвы различного гранулометрического состава в комплексе с солонцами.
По автомобильной дороге расстояние до столицы Калмыкии города Элиста составляет 230 км, до районного центра села Малые Дербеты - 38 км, до ближайшего города Волгоград Волгоградской области (до центра города) — 100 км, до границы с Волгоградской областью — 8,5 м. Ближайший населённый пункт посёлок Луговой Волгоградской области расположен в 12 км к северо-востоку от села.
Климат
Климат умеренный континентальный (согласно классификации климатов Кёппена  — Dfa), с жарким и засушливым летом и относительно холодной и малоснежной зимой. Среднегодовая температура положительная и составляет + 8,6 С. Средняя температура самого холодного месяца января - 7,1 С, самого жаркого месяца июля + 24,4 С. Расчётная многолетняя норма осадков - 366 мм, наименьшее количество осадков выпадает в марте (23 мм), наибольшее в июне (38 мм) и декабре (37 мм). 
Часовой пояс
Плодовитое, как и вся Республика Калмыкия, находится в часовой зоне МСК (московское время). Смещение применяемого времени относительно UTC составляет +3:00.

## Население
Динамика численности населения
| 1858 | 1896 | 1897 | 1900 | 1904 | 1908 | 1914 | 1987 |
| ---- | ---- | ---- | ---- | ---- | ---- | ---- | ---- |
| 731  | 2297 | 2293 | 2500 | 2189 | 3053 | 3223 | 1500 |

| 2002 | 2010 | 2011 | 2012 | 2013 | 2014 | 2015 |
| ---- | ---- | ---- | ---- | ---- | ---- | ---- |
| 928  | ↘746 | ↘745 | ↗746 | ↘727 | ↘702 | ↘687 |
| 2016 | 2017 | 2018 | 2019 | 2020 | 2021 |      |
| ↘675 | ↗680 | ↘662 | ↘639 | ↘633 | ↘512 |      |

Общее количество населения — 740 чел., население моложе трудоспособного возраста составляет 90 чел., (11,7 %), в трудоспособном возрасте — 380 чел. (51,2 %), старше трудоспособного возраста — 270 чел. (37,1 %). Отмечается естественная убыль населения — на −3 чел. год на 1000 жителей.
Соотношение мужчин и женщин составляет, соответственно, 53,4 % и 46,6 % (преобладает мужское население).
Национальный состав
Русские — 84,1 %, калмыки — 10,6 %, другие национальности — 5,3 %.
Согласно результатам переписи 2002 года большинство населения посёлка составляли русские (81 %)

## Социальная инфраструктура
В селе имеется несколько магазинов, действуют учреждения культуры (сельский клуб, библиотека) и образования (Плодовитенская средняя общеобразовательная школа и детский сад). Медицинское обслуживание жителей обеспечивает врачебная амбулатория и Малодербетовская центральная районная больница.
Село электрифицировано и газифицировано. Однако системы централизованного водоснабжения и водоотведения отсутствуют